# マルクス・クラウディウス・マルケッルス (紀元前166年の執政官)
マルクス・クラウディウス・マルケッルス（Marcus Claudius Marcellus、紀元前209年頃 - 紀元前148年）は共和政ローマのプレブス（平民）出身の政治家・軍人。執政官（コンスル）を三度務めた（紀元前166年、紀元前155年、紀元前152年）。初回と二回目の執政官就任時には、何れもリグリアに勝利して凱旋式を二度実施している。紀元前153年にローマ軍がヒスパニアでケルティベリアに敗北を喫すると、マルケッルスはその軍事能力を期待されて紀元前152年に三度目の執政官に就任したが、これはウィリウス法（en、執政官就任には10年の期間を開ける）に反するものであった。マルケッルスは比較的穏当な講和を結ぼうとしたが、元老院は戦争を継続することを要求した。紀元前151年、マルケッルスはケルティベリアを降伏させた。紀元前148年には外交使節としてヌミディアへ派遣されるが、船が沈没し溺死した。
マルケッルスはヒスパニア最初の植民都市であるコルドバの建設者でもある。

## 経歴

### 出自
クラウディウス氏族には、パトリキ（貴族）系とプレブス系があるが、クラウディウス・マルケッルス家はプレブス系である。クラウディウス・マルケッルス家からマギステル（上位の公職）就任者が出た時期でも、クラウディウス・クラッスス家のクリエンテス（被護者）であった。マルケッルスのコグノーメン（家族名）は、プラエノーメン（個人名）のマルクスに由来するが、プルタルコスによれば、その語源はローマの軍神であるマルスである。マルケッルスのコグノーメンを最初に名乗ったのは、紀元前331年の執政官マルクス・クラウディウス・マルケッルスである。
紀元前331年から紀元前51年までに、マルクス・クラウディウス・マルケッルスの名を持つ執政官は7人いる。本記事のマルケッルスは紀元前196年の執政官マルクス・クラウディウス・マルケッルスの息子で、第二次ポエニ戦争の英雄の一人で執政官を5回務めたマルクス・クラウディウス・マルケッルスの孫である。

### 初期の経歴
マルケッルスが記録に最初に現れるのは紀元前177年に父の死に伴って神祇官（ポンティフェクス）に就任したときである。紀元前171年には護民官を務めた。この頃ローマでは、第三次マケドニア戦争の勃発に伴って、新たな軍が編成されていた。ケントゥリオ（百人隊長）達が部隊の編成に以前の実績が考慮されていないと苦情を伝えると、マルケッルスと同僚の一人のマルクス・フルウィウス・ノビリオルは執政官にその旨を伝えるとしたが、他の護民官からは支援を得られなかった。紀元前170年、フィオバのボイオーティアの都市シスヴィ（en）の住民に関する上院令に、立会人として署名している。
紀元前169年、マルケッルスは法務官（プラエトル）に就任。その職権を持って執政官クィントゥス・マルキウス・ピリップスと グナエウス・セルウィリウス・カエピオを徴兵時の不正で訴え、元老院の代理として彼自身が新しい軍団を指揮することとなった。くじ引きの結果、マルケッルスはヒスパニアの戦線を担当することとなった。丁度この頃、ヒスパニア・キテリオル（近ヒスパニア属州）とヒスパニア・ウルテリオル（遠ヒスパニア属州）は一時的に統合されていた。ティトゥス・リウィウスによれば、マルケッルスはマルコリカを占領したとされ（この名前はこれ以降現れない）、戦利品として10ポンドの金と100万セステルティウスの銀を持って、紀元前168年末にローマに戻った。ロシアの学者コロレンコスは、すでにこの時期にバエティス川（現在のグアダルキビール川）に面し、後にヒスパニア・バエティカの首都となるコルドバが建設されていたと考えている。
ウィリウス法（en、政務官就任の最低年齢や、次の政務官就任までの最短期間を決めた法律）で定められた最短期間が過ぎたため、マルケッルスは紀元前165年末に翌年の執政官選挙に立候補し、パトリキ候補のガイウス・スルピキウス・ガッルスと共に当選した。執政官としてマルケッルスはガリア人に、ガッルスはリグリア人に勝利し、両者共に凱旋式を実施している。
紀元前155年、マルケッルスは二度目の執政官に就任。同僚執政官はプブリウス・コルネリウス・スキピオ・ナシカ・コルクルムであった。ウィリウス法が定める最短期間の10年を経過した直後の当選であったが、これはスキピオ・アフリカヌス以来初めてのケースであった。マルケッルスは再度リグリアで戦い、ローマの植民都市ルナを防衛した。この功績を讃えて、マルケッルスは二度目の凱旋式を実施している。またルナのフォルムには彼の像が建てられた。

### ヒスパニア（第二次ケルティベリア戦争）

紀元前2世紀のイベリア半島。
橙がヒスパニア・キテリオル
緑がヒスパニア・ウルテリオル

マルケッルスの次の任務は、ヒスパニアでのローマ軍の敗北に関連するものであった（第二次ケルティベリア戦争）。紀元前153年に執政官クィントゥス・フルウィウス・ノビリオルが、ヒスパニア・キテリオルでケルティベリア人に敗北しており、この危機に対してマルケッルスは三度目の執政官に選ばれた（紀元前152年）。これは明らかにウィリウス法に反するものであった。その経緯や他の立候補者に関しては不明であるが、研究者達はマルケッルスの軍事能力を持って、ヒスパニアでの戦争に早急に終了させることが目的であったと考えている。同僚執政官はルキウス・ウァレリウス・フラックスであった。フラックスはマルケッルスをそれまでも支援していた可能性があり、両者は良好な関係にあった。従って、通常とは異なって担当戦線のくじ引きは行われなかった。マルケッルスは元老院と民会の特別の決定で、ヒスパニア・キテリオルを担当することとなった。
マルケッルスはノビリオルが失った兵を補充するために、イタリアで歩兵8,000、騎兵500を徴募した。紀元前152年春、マルケッルスは軍と共にヒスパニアに入ったが、総兵力は23,000に達していた。マルケッルスはオキリスを降伏させると住民を寛大に扱った。「このような寛大さと謙虚さを見て」、ネルゴブリゲはマルケッルスに講和を申し入れた。しかし講和成立後、ネルトブリガの住民はローマの後衛部隊を攻撃した。このため、マルケッルスは街を包囲し、再度の講和要請に対して、アレヴァキ族（en）、ベリ族（en）およびティティ族（en）も講和を受け入れない限り、これを許さないと宣言した。これを知ると三部族は、第一次ケルティベリア戦争後のティベリウス・センプロニウス・グラックス・マイヨルとの合意を更新してもらえるならば、ある程度の懲罰は覚悟することを表明した。対して、ローマとの同盟関係を維持し、敵対する部族から襲撃を受けていた部族はこれに反対した。このため、マルケッルスは停戦のみを実施し、両者からの代表団をローマに送った。
しかし元老院では、マルケッルスの行動は理解されなかった。マルケッルスの政敵は、執政官は新たな名誉を得るために敵に有利な条約を結ぼうとしており、また「戦争前から消極的であった」と非難した。マルケッルスの政敵の中で著名なのはプブリウス・コルネリウス・スキピオ・アエミリアヌ（小スキピオ）であった。マルケッルスはもっと積極的に戦争を継続するよう命令された。加えて、翌年には前執政官（プロコンスル）としてのインペリウム（軍事指揮権）は与えないことが決定された。
マルケッルスはコルドバで冬営した。コルドバは彼が建設したもので、この地域では最初のローマ植民都市であった。ストラボンによれば、コルドバは「肥沃で広大な地域」であり「ローマ人と先住民を選んで」植民が行われた都市であった。ケルティベリアとの停戦期間を利用して、ヒスパニア・ウルテリオルのルシタニア人に一撃を与えた。おそらくは、彼の行動は属州総督マルクス・アティリウス・セラッヌスと協力したものであったと思われる。この攻撃の目的は、兵士に略奪の機械を与え、自身の名声を上げると同時に、ケルティベリア人に精神的な影響を与えることであったであろう。また、マルケッルスはネルゴブリゲを強襲した。
マルケッルスの後任であるルキウス・リキニウス・ルクッルスはイタリアで兵を集めるのに極めて苦労しており、このためマルケッルスにはケルティベリアとの戦争を終わらせる時間ができた。マルケッルスは敵軍をヌマンティア（en）に追い返し（おそらくはローマ軍が勝利したと思われる）、その後ベリ族とティティ族は降伏した。彼らは600タレントという莫大な賠償金を支払い、人質を差し出し、ベリ族とティティ族は今後貢納金を支払うと共にローマ軍に兵士を提供することとなった。
ローマでこの条約がどのように取り扱われたかの資料は無い。ヒスパニアに到着したルクッルスはヴァカエイ族（en）とルシタニア人とのみ戦っていることから、元老院が条約を批准したことが分かる。他方で、この条約に関して懐疑的な見方もあったと思われ、マルケッルスの支持者達が批准にこぎつけるまでには非常な苦労があったであろう。

### その後
紀元前151年にローマに帰還。凱旋式は実施できなかったが、コロレンコフによれば「既に二度の凱旋式を実施しており、特に重要なものではなかった」。名誉と勇気の神殿に、マルケッルスは3体の像を立てている。即ち、彼自身、父、および祖父の像であり、「合計で9回執政官を務めた3人のマルケッルス( tres Marcelli novies consules )」と刻んだ。同じ年にマルクス・ポルキウス・カト・ケンソリウス（大カト）は、執政官の再任禁止を求める演説を元老院で行い、それに沿った法律が制定された。
紀元前148年、すでに第三次ポエニ戦争は始まっていたが、マルケッルスはヌミディア王マシニッサへの使節の一人となった。しかし航海の途中で嵐に遭遇し、事故死した。

## 子孫
家系図以外の資料では明らかではないが、マルケッルスには同名の息子がいたと思われる。その息子、すなわちマルケッルスの孫には紀元前91年に按察官（アエディリス）となったマルクス、紀元前80年の法務官（プラエトル）であるガイウスがいる。その後のクラウディウス・マルケッルス家のものたちは、アウグストゥスの義理の兄であるガイウス・クラウディウス・マルケッルス・ミノルも含め、すべてがマルケッルスの子孫である。

## 評価
古代の歴史家達は、マルケッルスを「最高の勇気、信心、勝利の栄光」の持ち主であったとするが、ポリュビオスだけは例外である。第二次ケルティベリア戦争での振舞いに、「心が弱っていた」としている。しかしフランスの歴史学者G. サイモンは、ポリュビオスはマルケッルスの政敵であるスキピオ・アエミリアヌスの庇護を受けており、マルケッルスに対する評価は真実ではないとしている。
現代の歴史家は、マルケッルスがウィリウス法が要求する最短期間である10年が経過した直後に二度目の執政官に就任したことを重視している。紀元前2世紀において、マルケッルスより多く執政官を務めたのはローマ軍の軍政改革を行ったガイウス・マリウスのみである。アスティンは、マルケッルスをその時代の最高の軍人の一人であったと認めている。マルケッルスが紀元前151年にケルティベリアに勝利した後、ヒスパニアでは紀元前143年まで戦乱は発生しなかった。

## 参考資料

### 古代の資料
- アッピアノス『ローマ史：イベリア・ローマ戦争』
- アスコニウス・ペディアヌス『キケロ演説に対する注釈書』
- ティトゥス・リウィウス『ローマ建国史』
- プルタルコス『対比列伝』
- ポリュビオス『歴史』
- ストラボン『地理誌』
- マルクス・トゥッリウス・キケロ『演説集』
- カピトリヌスのファスティ

### 研究書
- Vasiliev A. "Magistrate Power in Rome in the Republican Epoch: Traditions and Innovations" - St. Petersburg. , 2014. - 215 p.
- Dotsenko N. "Roman aggression in Spain and the struggle of the Spanish tribes for independence (154-133 BC)" - Rostov n / D., 1965.
- Korolenkov A. "Mark Claudius Marcellus and the End of the First Stage of the Numantine War" // Ancient World and Archeology. - 2013. - No. 13 . - P. 88-99 .
- Simon G. "The wars of Rome in Spain" - Moscow : The Humanitarian Academy, 2008. - 288 p. - ISBN 978-5-93762-023-1 .
- Trukhina N. "Politics and politics of the "golden age" of the Roman Republic" - M .: Publishing house of the Moscow State University, 1986. - 184 p.
- Astin A. "Scipio Aemilianus" - Oxford, 1967.
- Broughton R. "Magistrates of the Roman Republic" - New York, 1951. - Vol. I. - P. 600.
- Münzer F. "Claudii Marcelli" // Paulys Realencyclopädie der classischen Altertumswissenschaft . - 1899. - T. IV, 1 . - P. 1358-1361.
- Münzer F. "Claudius 225" // Paulys Realencyclopädie der classischen Altertumswissenschaft . - 1899. - T. IV, 1 . - P. 2758-2760.
- Münzer F. "Valerius 174" // Paulys Realencyclopädie der classischen Altertumswissenschaft . - 1955. - T. VIII, 1 . - P. 20-21.